# قطعنامه ۱۲۷۴ شورای امنیت
قطعنامه ۱۲۷۴ شورای امنیت سازمان ملل متحد که در تاریخ ۱۲ نوامبر ۱۹۹۹ تصویب شد، سندی بین‌المللی دربارهٔ بررسی وضعیت در تاجیکستان پیرامون مرز تاجیکستان-افغانستان است. این قطعنامه طی نشست ۴۰۶۴ام با ۱۵ رای موافق، ۰ مخالف و ۰ ممتنع تصویب شد.